# Die Entdeckung des Himmels
Die Entdeckung des Himmels (ndl. „De ontdekking van de hemel“) ist der Titel eines 1992 entstandenen Romans des niederländischen Schriftstellers Harry Mulisch. Er beschreibt die intensive Freundschaft zweier Männer, deren biographische Verzahnungen von zwei Engeln beeinflusst werden, um die beiden Tafeln der Zehn Gebote in den Himmel zurückzubringen und dadurch den biblischen Bund zwischen Gott und den Menschen aufzuheben. Mit dem für ihn typischen Humor zeigt Harry Mulisch sein enzyklopädisch anmutendes Wissen, seine Denk- und Sichtweisen und zeichnet gleichzeitig ein Gesellschaftsbild der Niederlande der 1960er bis 1980er Jahre.

## Gliederung und Inhalt
Der Roman kennt zwei Erzählebenen: Zwei Engel steuern und kommentieren zugleich das Leben der beiden niederländischen Freunde Max Delius und Onno Quist. Die Erdenbewohner wissen nicht, dass sie Teil eines göttlichen Plans sind, welcher die Auflösung des Bundes zwischen Gott und den Menschen zum Ziel hat.
Harry Mulisch gliedert den Vorgang zur Auflösung in vier Abschnitte: Der Anfang vom Anfang, Das Ende vom Anfang sowie Der Anfang vom Ende und Das Ende vom Ende. Diese werden jeweils durch dialogische Szenen im Himmel eingerahmt, welche sich zu Beginn und Ende der Abschnitte mit der irdischen Handlung überlappen (nur an diesen Stellen kommt ein Ich-Erzähler vor).
Hauptsächlich erzählt der Roman aus dem Leben von vier Personen, die auf unterschiedlichste Weise miteinander in Beziehung stehen:
Max DeliusDer Astronom und Frauenheld, als Sohn einer jüdischen Mutter und eines NS-Offiziers am 27. November 1933 geboren, ringt mit dem nationalsozialistischen Erbe seiner Familie: Sein Vater hat seine Frau und deren Familie an die Nationalsozialisten verraten und war für ihren Transport ins Konzentrationslager verantwortlich. Sowohl sein berufliches als auch sein häusliches Leben sind geprägt von Ästhetik und fast zwanghaften Ordnungsprinzipien. Sein Verhältnis zu Frauen scheint zunächst chaotisch und im völligen Widerspruch hierzu zu stehen, folgt aber auch einer festen Regel: Er muss jeden Tag eine Frau haben, so gut wie nie dieselbe. Dank seines guten Aussehens und seines gehobenen Lebensstils hat er Erfolg. Da er am selben Tag wie Onno Quist gezeugt worden ist, ist er mit diesem grundverschiedenen Mann „wesensverwandt“ – und schließt eine tiefe Freundschaft mit ihm. Die Freundschaft der beiden wird überschattet durch den Seitensprung von Max mit Ada, mit der er eine kurze Liaison hatte, bevor sie sich seinem Freund Onno zuwandte. Das schlechte Gewissen und der Zweifel an der Vaterschaft des Kindes, das Ada zur Welt bringt, weichen erst mit den Jahren, in denen in Max die Überzeugung wächst, dass Quinten aufgrund seiner herausragenden Fähigkeiten nur das Kind von Onno sein kann. In den 1980er Jahren wird Max von einem Meteoriten erschlagen, so dass er seine größte wissenschaftliche Entdeckung, die Entdeckung des (göttlichen) Himmels, nicht mehr kundtun kann.
Onno QuistEr ist das „enfant terrible“ einer angesehenen, konservativen Politiker-Familie. Von der Natur mit übergroßer Sprachbegabung bedacht, nutzt er diese aber nicht, um sich ein standesgemäßes Dasein zu sichern, sondern lebt im totalen Chaos in einer verdreckten Kellerwohnung, seine größte Leidenschaft gilt der Entschlüsselung alter Schriften. Die Begegnung mit Max Delius ändert sein Leben grundlegend: Die Beziehung zu seiner Freundin Helga zerbricht darüber. Onno diskutiert mit Max über Wissenschaftliches, Religion, Philosophie und Politik, über Gott und die Welt, auf die aphoristisch zugespitzte Art zweier Intellektueller, die trotz ihrer großen Wesensverschiedenheit auf gleicher Wellenlänge kommunizieren. Durch Max Delius lernt Onno die linken studentischen Strömungen kennen und wird politisch aktiv. Durch Max lernt er Ada Brons kennen, die er später heiratet. Als seine linguistischen Ambitionen in einer Sackgasse enden, setzt er die Familientradition fort und macht in der Politik Karriere. Er nimmt die Beziehung zu Helga wieder auf. Als diese Opfer eines Raubüberfalls wird und er auch politisch nicht vorankommt, beschließt er, von der Bildfläche zu verschwinden. Nach Jahren finden er und sein Sohn Quinten sich „zufällig“ in Rom wieder, die beiden spüren das Versteck der Gebotstafeln auf und entführen diese nach Jerusalem. Onno begreift durch eine „zufällige“ Begegnung in der Stadt, dass Quinten Max’ Sohn ist. Rückblickend erkennt er die Zusammenhänge, die Sinnlosigkeit aller seiner und Max’ Schuldgefühle, die sie im Bezug auf Quinten hatten.
Ada BronsDie Cellistin und Tochter eines Buchhändlers ist die verbindende Figur zwischen Max und Onno, mit denen sie eine komplizierte Dreiecksbeziehung führt. Die relativ kurze Beziehung zu Max, immerhin eine der beiden monogamen Phasen in dessen Leben, scheitert an dem Umstand, dass Max die Freundschaft zu Onno wichtiger ist als die Beziehung zu Ada. Sie wendet sich daraufhin Onno zu und bringt als seine Ehefrau etwas Ordnung in das Chaos des Linguisten. Während eines gemeinsamen Aufenthalts auf Kuba hat Ada sowohl mit Max als auch mit Onno Verkehr, dabei wird ihr Sohn Quinten gezeugt. Wer der Vater ist, ist zunächst nicht klar. Noch während der Schwangerschaft wird Ada bei einem Autounfall, an dem auch Max und Onno beteiligt sind, schwer verletzt und fällt ins Koma. Das Kind überlebt und wird einige Monate später per Kaiserschnitt geboren. Ihre Mutter Sophia spritzt Ada nach 17 Jahren Koma eine Überdosis Insulin, woran Ada stirbt.
Quinten QuistDa Onno aufgrund seiner politischen Verpflichtungen keine Zeit hat, sich selbst um Quinten zu kümmern, nimmt er das Angebot von Max und der verwitweten Großmutter Sophia an, die das Kind gemeinsam aufziehen wollen. Mit der nur zehn Jahre älteren Mutter seiner ehemaligen Freundin verbindet Max ein merkwürdiges Verhältnis: Tagsüber ist sie die Schwiegermutter seines Freundes, nachts kommt sie zu ihm als geheimnisvolle Geliebte. Dieses Doppelleben, das sieben Jahre dauert, ist die zweite monogame Phase im Leben von Max. Quinten ist ein ungewöhnliches Kind, nicht nur ausgestattet mit dem Äußeren eines Engels, sondern auch mit Intelligenz, Neugier und einer besonderen Art der Wahrnehmung. Erfolg und Freunde findet er jedoch nicht in der Schule, sondern bei den Familien, die im selben Haus wohnen; diese sind ihm Gesellschaft und Lehrer genug. Im Alter von 17 Jahren verlässt er die Schule vorzeitig, um sich auf die Suche nach seinem untergetauchten Vater zu machen, den er schließlich zufällig vor dem Pantheon in Rom findet. Dort erfüllt er den Auftrag, für den die Lebensfäden der drei Protagonisten verflochten und beeinflusst worden sind: Gemeinsam mit seinem Vater Onno stiehlt er die beiden Tafeln mit den Zehn Geboten aus der Sancta Sanctorum. Sie fliehen dann nach Jerusalem, wo Quinten die beiden Tafeln mit den Zehn Geboten auf dem Jerusalemer Tempelberg zerstört; die Trümmer werden schließlich von der Müllabfuhr entsorgt. Die Verbindung zwischen Himmel und Erde ist damit gelöst, die Engel haben mit Hilfe der von ihnen auserwählten Menschen den Auftrag des „Chefs“ erfüllt. Die Welt hat nun einen Pakt mit Satan.

## Interpretation
Harry Mulisch verflicht verschiedene Themen und Handlungskomplexe:
- Aus seiner eigenen Biographie sind Themen wie Schuld, Umgang mit der NS-Vergangenheit insbesondere in der Figur des Max Delius zu finden.
- Das Koma Ada Brons’ thematisiert die Aktive Sterbehilfe, die zum Zeitpunkt des Erscheinens in den Niederlanden engagiert diskutiert wurde.
- Ursache und Wirkung der Studentenrevolution in den Niederlanden sind insbesondere in der politischen Karriere Onno Quist thematisiert.
- Dem Gegensatz von Kommunismus und Kapitalismus widmet Mulisch etwa einen literarischen Exkurs nach Kuba, der zu erheblichen Verwicklungen zwischen den Weltanschauungen in Gestalt unterschiedlicher Personengruppen führt.
- Die amourösen Verbindungen und Begegnungen erinnern sehr an die oft unterstellte Toleranz der Niederländer und lassen die Frage nach Tiefe und Grundlagen familiärer Strukturen dies- und jenseits der traditionellen Ehe stellen.
- In die Figur des Max Delius soll Mulisch vor allem Parallelen aus seiner eigenen Biographie eingearbeitet haben, in die Figur des Onno Quist solche seines Freundes Hein Donner.

Das Werk liefert vielerlei Assoziationen aus der abendländischen Mystik, reflektiert insbesondere auch kabbalistische Traditionen. Diese religiösen Themen bilden einen unübersehbaren Gegensatz zur Welt der empirischen Wissenschaften. Überhaupt lebt das Werk vor allem aus der Begegnung von Gegensätzen.

## Auszeichnungen
Am 11. März 2007 wurde Die Entdeckung des Himmels im Rahmen einer Aktion der niederländischen Tageszeitung NRC Handelsblad zum besten niederländischsprachigen Buch aller Zeiten gewählt.

## Verfilmung
Der niederländische Regisseur Jeroen Krabbé verfilmte 2001 das Buch mit Stephen Fry als Onno, Flora Montgomery als Ada und Greg Wise als Max, Neil Newbon als Quinten, 16 Jahre alt sowie in weiteren Rollen Gillian Barge als Onnos Mutter und Diana Quick. The Discovery of Heaven, so der Originaltitel der niederländisch-britischen Co-Produktion, gilt als teuerste niederländische Filmproduktion aller Zeiten und gewann den Golden und Platin Film Award beim niederländischen Gold and Platin Filmfestival. 2002 wurde er für das Goldene Kalb beim Nederlands Film Festival nominiert. Das Goldene Kalb für das beste Drehbuch ging an Edwin de Vries für The Discovery of Heaven.

## Theater
Das Altonaer Theater in Hamburg brachte vom 19. Januar bis 16. Februar 2020 das Buch in der Fassung und unter der Regie von Axel Schneider auf die Bühne.

## Buchausgaben
- Die Entdeckung des Himmels. Roman. Aus dem Niederländischen von Martina den Hertog-Vogt. Carl Hanser, München u. a. 1993, ISBN 3-446-17377-3.
- Die Entdeckung des Himmels. Roman. 22. Auflage. Rowohlt-Taschenbuch-Verlag, Reinbek bei Hamburg 2005, ISBN 3-499-13476-4 (Taschenbuchausgabe).

## Hörspieladaption
- Die Entdeckung des Himmels. Hörspielbearbeitung: Valerie Stiegele, Regie: Vibeke von Saher. Mit Udo Samel, Jochen Striebeck, Christian Baumann, Lisa Wagner, Der Hörverlag, München 2007, 2 CDs, ISBN 978-3-86717-076-5.
- Die Entdeckung des Himmels. Hörspielbearbeitung: Valerie Stiegele. Regie: Hans Gerd Krogmann. Mit Ulrike Krumbiegel, Gerd Baltus, Cornelius Obonya, Philipp Moog, Anne Weber, NDR 1999